# Malmgreniella polypapillata
Malmgreniella polypapillata är en ringmaskart som beskrevs av Barnich och Fiege 200. Malmgreniella polypapillata ingår i släktet Malmgreniella och familjen Polynoidae. Inga underarter finns listade i Catalogue of Life.